# 롤랑 조페
롤랑 조페(영어: Roland Joffé 롤런드 조페이[*], 1945년 11월 17일 ~ )는 영국의 영화 감독, 제작자, 영화각본가이다. 대표작으로 《킬링필드》(1984), 《미션》(1986) 등이 있다. 그의 첫 텔레비전 작품들은 'Coronation Street'와 'adaptation of The Stars Look Down for Granada'의 에피소드였다. 그는 'Bill Brand' 시리즈 같은 충격적인 정치적 이야기들과 'Play for Today' 같은 실화 드라마로 명성을 얻어나갔다.

## 어린 시절
라트비아 리가 출신 아버지 밑에서 영국 런던에서 태어났다. 아버지는 언론인으로, 프랑스에서 장기 거주한 바 있으며 제2차 세계 대전 때는 영국 외무성에서 일하기도 했다.
런던 켄징턴첼시왕립구 사우스켄징턴의 프랑스어 기반 사립학교인 리세 프랑세 샤를 드골 드 롱드레스, 옥스퍼드셔주 월링퍼드의 유대인 기숙 남학교인 카멜 칼리지, 맨체스터 대학교에서 수학했다.

## BBC/MI5 블랙리스트에 오름
1970년대 초반 '조페'는 영국 노동혁명당(Workers' Revolutionary Party) 회의에 참가하였으나, 결국 구성원이 되지는 않았고, 1977년엔 모든 관계를 끊었다.: "나는 당시에 정치적인 것에 무척 관심이 많았다. 그러나 모든 정당에 관심이 있었던 것이며 WRP(Workers' Revolutionary Party)에만 국한된 것이 아니었고 깊게 관여된 적도 없다"고 언급했다. 1977년에 '조페'는 BBC에 'The Spongers'란 작품을 연출하게 되는데, '조페'는 블랙리스트에 오르게 된다. 연극 연출가, Tony Garnett은, MI-5(1909년 독일스파이 색출을 위해 새로 조직된 영국정보기관, 체포권은 없다함) 문서에 '조페'가 그의 좌파적 시각으로 인해 '안보위협인물(security risk)'로 등록되었다는 것을 알게 된다. Garnett이 대중에게 폭로하겠다며 위협하자, '조페'의 사의표명(辭意表明)으로 이어지게 된다. '조페'의 작품인 'The Spongers'는 꽤 성공하여 영예의 'Prix Italia'를 수상하게 된다.

## 감독 경력
초기 두 편의 작품 킬링필드(1984)와 미션(1986)은 각각 최우수 감독상으로 아카데미상 후보에 오르게 된다. '조페'는 이 두 영화에서 연출가 '데이빗 퍼트냄(David Puttnam; 1941년 2월 25일 영국, 런던 출생, 영화제작자, 정치인)'과 밀접하게 일하였다. 킬링필드는 두 남자의 우정을 잘 그렸는데, 뉴욕 타임즈의 미국기자로서, 통역사로서, 또 캄보디아 크메르루주(Khmer Rouge)의 죄수로서 그러했다. 이 영화는 아카데미상 3개 부문을 수상(최우수 조연상-행 S. 느고르, 최우수 촬영상, 최우수 편집상)하고, 4개 부문에 후보(최우수 영화상, 최우수 감독상)로 오른다. 미션은 남아메리카 대륙에 예수회 선교사들 사이의 갈등들을 다룬 실화 기반 영화로, 과라니(Guarani) 인디언들을 개종하고, 포르투갈 식민지인으로 바꾸려 하다가, 원주민들에게 오히려 동화되는 선교사들의 이야기이다. 이 영화는 최우수 영화상, 최우수 감독상 등 아카데미상 6개 부문 후보에 올라 엔니오 모리코네의 'Garbriel's Oboe'가 최우수 영화음악상을, 그리고 최우수 촬영상을 수상한다.
이러한 그의 초창기의 찬사들에 반해 '조페'의 영화 인생은 성공적이지는 못했다. 패트릭 스웨이지가 캘커타의 의사로 나와 다시 한번 인도와 인도인들의 자비와 우정의 한계를 시험했던 시티 오브 조이(1992)는 여전한 '백인 우월주의'적 시각에 입각한 영화라는 비판과 함께 킬링필드의 아류작으로 취급됐다. 1993년 거대 예산을 투입해 비디오 게임 슈퍼 마리오를 영화 슈퍼 마리오로 제작, 부분 연출했으나 예산도 건지기도 버거운 영화였다. 그의 주홍글씨에서는 데미 무어와 게리 올드먼이라는 부적절한 캐스팅과 함께 온갖 평단의 부정적 평가와 심각한 재정적 파탄을 겪게 되고, 2007년 공포영화 4.4.4.는 실험적(exploitative)인 작품이라는 평가와 여성협오적이라는 평가를 함께 받으며 논쟁을 일으켰다.

## 가족
1950년 즈음 아버지가 저명한 조각가 제이컵 엡스타인의 딸 에스터 가먼과 교제하기 시작했다. 1954년 에스터 가먼이 오빠 시어도어 가먼의 사망 6개월 후 자살하자 제이컵 엡스타인 부부가 함께 살며 외조부모 역할을 했다.
여배우인 제인 라포타이르(Jane Lapotaire; 1971. 결혼 - 1980. 이혼/ 아들 1명, Rowan Joffé, 1972년생, 영국, 극작가, 감독)와 Cherie Lunghi(딸 1명, Nathalie Lunghi, 1986년생, 영국, 배우)와 결혼한 바 있다. 그는 비영리단체인 'Operation USA' 상임이사(board member)이다.

## 작품 목록
감독 (총 10편)
- 킬링필드 (The Killing Fields, 1984)
- 미션 (The Mission,1986)
- 멸망의 창조 (Fat Man and Little Boy, 1989)
- 시티 오브 조이 (City of Joy,1992)
- 슈퍼 마리오 (Super Mario Bros., 1993)
- 주홍글씨 (The Scarlet Letter, 1995)
- 굿바이 러버 (Goodbye Lover, 1999)
- 바텔 (Vatel, 2000)
- 4.4.4. (Captivity, 2007)
- 유 앤 아이 (You and I, 2008)
- 호세마리아 신부의 길 (There Be Dragons, 2011)
- 더 러버스 (The Lovers, 2010)
- 포기븐 (The Forgiven, 2017)

## 참조 문헌
1. Mark Hollingsworth; Richard Norton-Taylor (1988), "MI5 and the BBC – Stamping the 'Christmas Tree' files", Blacklist: The Inside Story of Political Vetting, London: Hogarth Press, p. 104, ISBN 0-7012-0811-2 (pbk.) /
2. 다음 인물검색
3. 아이엠디비 (https://www.imdb.com)